# Isla Fisher (Antártida)
La isla Fisher es una isla cubierta de hielo de 13 km de largo, justo al norte de la península de Eduardo VII, en el extremo occidental de la entrada a la bahía Sulzberger en la Tierra de Marie Byrd en la Antártida. Relevada a partir de reconocimientos realizados por el USGS y fotos aéreas de la Marina de los EE. UU. (1959-65). Fue nombrada en 1966 por el US-ACAN en referencia a Wayne Fisher del Departamento de Estado de los Estados Unidos. 